# Sąd Salomona
Sąd Salomona – obraz francuskiego malarza Nicolasa Poussina.

Temat obrazu został zaczerpnięty ze Starego Testamentu z Pierwszej Księgi Królewskiej. Obraz ilustruje jedną z najbardziej popularnych opowieści o mądrości króla Salomona. Jako młody człowiek zasiadł na tronie królewskim, obdarzony wielką mądrością od Boga. Jednego razu przed jego tronem zjawiły się dwie kobiety. Obie przyniosły swoje dzieci, który urodziły w jednym czasie. jedno było jednak martwe, bo zmarło w nocy. Obie kobiety twierdziły, że żyjące dziecko jest ich i oskarżały się nawzajem o kradzież. Wówczas król rzekł: 

«Przynieście mi miecz!» Niebawem przyniesiono miecz królowi. A wtedy król rozkazał: «Rozetnijcie to żywe dziecko na dwoje i dajcie połowę jednej i połowę drugiej!» Wówczas kobietę, której syn był żywy, zdjęła litość nad swoim synem i zawołała: «Litości, panie mój! Niech dadzą jej dziecko żywe, abyście tylko go nie zabijali!» Tamta zaś mówiła: «Niech nie będzie ani moje, ani twoje! Rozetnijcie!» Na to król zabrał głos i powiedział: «Dajcie tamtej to żywe dziecko i nie zabijajcie go! Ona jest jego matką». Kiedy o tym wyroku sądowym króla dowiedział się cały Izrael, czcił króla, bo przekonał się, że jest obdarzony mądrością Bożą do sprawowania sądów. (1 Krl 3:24-28)

## Opis obrazu
Poussin przedstawił Salomona w centralnej części obrazu na wysokim tronie. W przeciwieństwie do starszych mistrzów np. Giorgiona jego król jest postacią jeszcze młodą. U dołu znajdują się dwie zwaśnione mocno gestykulujące kobiety. Po prawej stronie, jedna z nich oskarżycielsko wyciąga palec wskazujący. By ułatwić interpretację, artysta umieścił w jej ramionach martwe dziecko, mimo iż w oryginalnym przekładzie nie ma mowy o martwym niemowlęciu. Druga kobieta w geście rozpaczy rozkłada ręce próbując powstrzymać pierwotny rozkaz Salomona. Na drugim planie po lewej stronie żołnierz trzyma za nogę drugie dziecko i zamierza rozciąć je mieczem na pół. Po lewej stronie widać grupę kobiet w przerażeniu obserwującą scenę.